# Baldwin (Georgia)
Baldwin is een plaats (city) in de Amerikaanse staat Georgia, en valt bestuurlijk gezien onder Banks County en Habersham County.

## Demografie
Bij de volkstelling in 2000 werd het aantal inwoners vastgesteld op 2425.
In 2006 is het aantal inwoners door het United States Census Bureau geschat op 2911, een stijging van 486 (20,0%).

## Geografie
Volgens het United States Census Bureau beslaat de plaats een oppervlakte van
9,3 km², geheel bestaande uit land. Baldwin ligt op ongeveer 292 m boven zeeniveau.

## Plaatsen in de nabije omgeving
De onderstaande figuur toont nabijgelegen plaatsen in een straal van 16 km rond Baldwin.